# レーシングラグーン
『レーシングラグーン』（Racing Lagoon）は、スクウェア（現スクウェア・エニックス）から発売されたプレイステーション用ゲームソフト。メーカー公称のジャンルは「ハイスピード・ドライヴィングRPG」。キャッチコピーは「遅い奴には、ドラマは追えない」。

## 概要
自動車を題材としたレースゲームではあるが、公式の解説にもあるように、一般的なコンピュータRPGの戦闘をレースに、魔法や装備の強化を車の改造に置き換えた作品ともされる。
1999年の横浜市をモデルとした架空都市「YOKOHAMA」を舞台に、10年前から語り草になっている「横浜最速伝説」を巡って主に夜の街で繰り広げられる、走り屋たちの奇想天外な物語が展開される。プレイヤーは走り屋チーム”ベイラグーンレーシング”所属の赤碕翔となり、市内の公道をサーキットにした「横浜グランプリ」の出場を目指す。
プレイヤーは3Dポリゴンで表現されたフィールド（俯瞰視点のマップ）を自由に移動し、バトル（レース）やイベントをこなしながらストーリーを進めて行くことになるが、仲間の死や巨大企業による陰謀を描いた非常にシリアスな内容ながら、ファンの間で「ラグーン語」と呼ばれている独特のセリフ回しや、3DCGによる妙に体格の良い奇抜なデザインのキャラクターなどから、一般的にはバカゲーと評されている。
車体の挙動が敏感であり、ハンドルを軽く切ったつもりでも車体がかなりのオーバーアクションを起こす。もっとも、上記のようなセリフ回しと共にストーリー展開を堪能することが本作の醍醐味とされており、ゲームライターの中にはレーシングの要素を「脇役」と断じる声もある。
また本作はPocketStationにも対応しており、セーブした車をゲーム内に登場させ対戦することができる（バトルに勝てば、後述するユニットやパーツを奪うことも可能）。ただし、プレイヤーが作成した車をゲーム内に登場させるには、赤外線通信によって転送されたデータが必要になるため、PocketStationを2台用意しなければならない。

## ゲームシステム

### バトル （レース）
本作におけるバトルは、通常のRPGと違いレースによって行われる。シンボルエンカウント方式が採用されており、フィールド内を走行している車にパッシングを仕掛けるか、あるいはパッシングをしながら走行している車に接触することでバトルが始まる。なお、一般的なRPGによく見られる「逃げる」というコマンドは存在せず、バトルから逃げるには降参・棄権を意味する「GIVE UP」という選択肢をポーズメニューから選ばなければならないが、敗北扱いとなるために下記のようにパーツを奪われるリスクがある。
エンカウントバトル以外にも、任意または強制イベントによって発生するものや、様々なレギュレーション（馬力・車重・駆動方式・吸気方式などの制限）が設けられた「UnOfficial Race（UOR）」と呼ばれるものもある。なお、イベントバトルやUORの勝利数に応じて主人公の称号が変化し、ある条件をクリアすることでエンディングも若干変化する。
バトルの舞台となるコースは、サーキット・市街地・峠・高速道路・ダート・雪道など、豊富に用意されており、バトルの形式についても、前述のコースで単純に速さ（順位）を競うものから、ゼロヨン・ジムカーナ・チキンレースなどの特殊なものまで揃っており多彩である。なお、本作に登場する公道はレースの際のみ全てクローズド化され、アザーカーは一切登場しない。

### 成長と強化 （マシンコンプリート）
本作に登場する車は、エンジン・シャシー・ボディという3種類の「ユニット」から構成されており、それぞれのユニットには、パーツ（ユニットの性能を強化するアイテム）を装備するための「ソケット」が設けられている。通常のRPGと同様にバトルをこなすことで経験値 を獲得し、ユニットのレベルを上げることでソケットの数が増えてゆく。ただしユニットの中には、高性能だがソケットがないものや、成長しない（ソケットはあるが増えない）ものもある。経験値は基本的にフィールドを走行している、所謂ザコ敵とのレースでのみ手に入る。
一部に装備できない組み合わせはあるが、規格や大きさの概念等は存在せず、「V型12気筒エンジンを搭載したスズキ・ワゴンR」や、「大型バス用のディーゼルエンジンを搭載した前輪駆動のランボルギーニ・カウンタック」など、非常に自由度の高い改造が行えるのも本作の特徴である。原則として明記されていない限りは、これらの改造に対する制約はない。
エンジン
車の動力性能（加速性能や最高速など）を左右するユニット。直列・V型・水平対向・ロータリーなどの型式が用意されており、仕様に関しても実際のカタログ・スペックと同等か、あるいはそれに近い値で表現されている（少数ながら架空のエンジンも収録されている）。
装備できるパーツは、過給機（ターボ・スーパーチャージャー）・ECU・ピストン・ハイカム・エアクリーナー・マフラー・フライホイールなどの代表的なものから、エンジンオイルやキャブレター、ロータリーエンジンのペリフェラルポート化といったマニアックなものまで多岐にわたる。パーツの組み合わせに制約はなく、マフラーを取り付けずに過給機でソケットを埋め尽くした場合などでも、通常走行できる。
シャシー
車の挙動（操作性や安定性など）に影響を与えるユニット。FF・FR・MR・RR・4WDという5種類の駆動方式が用意されており、エンジン同様、実在のモデルと同等のスペックか、それに近い仕様で収録されている。加速はもちろん、最高速への影響もある。ただし、本作における車の挙動は極めてゲーム的であり、車の推進力は高いが異常に横滑りしやすいという特性を示す。この癖は非常に強く、どれを選んでも「横方向のグリップが極端に低い」という基本特性に変わりはない。インターネット上では、独特な挙動に対する否定的な意見が散見される一方、簡単な操作でドリフト走行ができるカジュアルな仕様を支持する声も聞かれる。
装備可能なパーツには、操作性を向上させるタイヤ・サスペンション・ストラットバーや、デザインおよびカラーの異なる軽量ホイール（マグネシウムホイールはアイコン上はゴールド、ゲーム上は白のみ）、チキンレースで役に立つブレーキや、軽量化効果もあるマニュアルトランスミッション（MT）などがある。
本作ではMTを装備しない限り、ギアチェンジは自動で行われる（説明書には記載されていないが手動でも操作可能）。また、ほとんどのコーナー（カーブ）をサイドターンでクリアする仕様であるため、一般的なレースゲームと比べてフットブレーキの使用頻度は著しく低い。
ボディ
車の外観や空力性能に関係するユニット。GTエアロ（ワイドボディキット）・リアウイング・ディフューザーなどの、ダウンフォースを発生させて車の挙動を安定させる空力パーツ、カーボンボンネットやバケットシートなどの軽量化パーツに、運動性能を向上させる内装軽量化、ボディカラーやステッカーなどのドレスアップパーツが装備できる。ボディの大きさによる取り回しへの影響はかなり大きい。
ボディユニットも実在する車種をモデルにしており、本来の駆動方式と異なるシャシーユニットに装備すると外観が変化する。ただし、一部の敵車は本来の駆動方式と異なるシャシーを搭載しているのにもかかわらず、そのボディの本来の外観から変化していない場合もある。
それぞれのボディユニットには装備可能な駆動方式が予め設定されているが、ボディショップ（板金屋）で改造すれば全ての方式に対応させることが可能である。

### 通貨と報酬 （GET REWARDS）
本作の世界では、ショップで使用するキャッシュ（単位はYEN）とは別に、「リワーズポイント（RP）」と呼ばれる走り屋専用の通貨が流通しており、バトルに勝利することで入手できる。ユニットやパーツはショップでも売られているが、基本的にはRPを消費して敵から奪う方が効率は良く、これで自車を強化して行くことになる。
高性能で希少なものほど高額のRPを必要とするが、パーツごとに決められた額のRPを支払いさえすれば敵から奪えないものはない（エンジンやシャシーなどのユニットも奪える）。なお、どれだけRPを所持していても、1回のバトルで奪えるパーツは一つだけである。
銀行のサービスを利用してRPを増やしたり、キャッシュに換金することもできる。
自車の性能が低く、車は少しの操作でも非常に左右を向きやすく、操作にも不慣れな序盤は思うように勝てないが、バトルに負けると装備中のパーツを奪われる危険性があるため、さらに勝てなくなるという悪循環に陥ることも少なくない。そのため、早い段階で攻略を諦めてしまう者も少なからずおり、そういったプレイヤーからは「クソゲー」と揶揄されている。ただし、前半の弱いパーツを中心に組むことになる時点では、個々のパーツによる性能への影響は大きくはない。

## あらすじ
その昔、常軌を逸した速さでYOKOHAMAのコースレコードを次々と塗り替えた走り屋がいた。しかし、奇妙なことにその走り屋の素性はおろか、名前を知る者すら誰1人として存在しなかった。そして、ある夜を境にその走り屋は忽然と姿を消してしまい、後に残されたのは「横浜最速伝説」という眉唾なフォークロアと、走り屋たちの不審な事故死や、失踪にまつわる不気味な噂だけだった。
そして月日は流れ、あの夜から10年。YOKOHAMAでは、2つのチームが「横浜最速」の称号を賭けて激しく火花を散らしていた。そんな中、当初は他人事のように振舞っていた主人公だったが、ある走り屋の不可解な死を契機に、横浜最速伝説の暗部へと迫っていくことになる。
対決する走り屋たちが次々とクラッシュし、彼らに聞こえたという「声」が自分にも語りかけてくる中で、横浜最速の男が操っていたDiabloTuneを追いかける主人公。やがてそれはYOKOHAMAの走り屋たちを集めてレースを開催する大企業、WON-TEC社の陰謀へとつながっていく。Diabloとはチューンアップのことではなく、WON-TEC社が開発したドラッグであった。10年前、WON-TEC社は走り屋たちを集めてDiabloの実験を行っており、その走り屋たちが乗るマシンがDiabloTuneであった。つまり「横浜最速の男」とは、Diabloを投与された被検体によって作られた幻想に過ぎなかったのである。そして10年前の大事故で被検体が命を落としていく中、唯一生き延びた人物こそが主人公であった。
Diablo復活のために蘇生された現在の自分は疑似人格に過ぎず、「声」こそが本来の人格なのだと知らされ混乱する主人公。それでも仲間とYOKOHAMAを救うためにWON-TEC社の走り屋たちと戦い続ける主人公は、やがて真実を突き止める。10年前、主人公はDiabloのすべてを葬り去るべく大事故の場に現れ、口封じのために消されるところを被検体として偽装され生き延びた、ただの走り屋に過ぎなかった。そして横浜最速伝説として語り継がれるものの中には、主人公の残したレコードも存在した。つまり主人公こそが、伝説となった「横浜最速の男」だったのである。
Diabloを葬り去った主人公の前に、WON-TEC社創業者の娘であるかつての恋人が現れる。彼女の両親は走り屋との事故で死亡しており、10年前の事故のすべては走り屋に対する復讐であった。10年前に主人公を失ったことと新たな恋人が彼女に過去との決別を決意させたが、そこに再び主人公が現れたことで進退窮まり、このような事態につながってしまったのであった。すべてを精算するためDiabloを過剰投与し、自殺めいた暴走を始めるかつての恋人。彼女を救うため、主人公は車を走らせる。
そして自分を取り戻し、かつての自分との因縁にケリをつけた主人公は、誰よりも速い走り屋を探して仲間とともに走り続ける。

## 登場人物

### Bay Lagoon Racing
藤沢一輝が2年前に結成した、ベイラグーン埠頭を拠点とする新興チーム。メンバーは元々ガソリンスタンド「GS MILAGE」のバイト仲間だったが、薄給のため難馬恭司以外のメンバーはすぐに辞めてしまった。通称「BLR」。なお、本作における「GS」とは「Gasoline Stand/Gas Station」の略であると同時に、「Game Save」の略でもある。
赤碕 翔（あかさき しょう）
本作の主人公（名前は変更可能）。7月31日生まれ、18歳、血液型A型。初期の搭乗車種は、藤沢から安く譲り受けた白/黒ツートンの86-Lev。
感情の起伏が乏しく、詩的な独白を所構わず始める特異な性格の持ち主。口癖は「冗談じゃねえ……」。
藤沢に天賦の才を見込まれBLRに加入。デビュー戦以降、ルーキーらしからぬ活躍ぶりで順調に戦績を伸ばしていたが、HAKONEへの遠征の頃から「謎の声」が聞こえ始め、次第に自身の忌まわしい過去が明らかになってゆく。
藤沢 一輝（ふじさわ いっき）
赤碕が尊敬するBLRのリーダー。4月10日生まれ、23歳、血液型O型。搭乗車種はシルエットフォーミュラを髣髴とさせる赤/黒ツートンのRS2000turbo。
現在の「横浜最速の男」。SouthYOKOHAMAのUORの全クラスを一晩で制覇したという伝説を持つ。
元々はHAKONEの走り屋だったが、当時の師匠である織田真学から聞いた「横浜最速伝説」に興味を抱き、虎口美春との「箱根の皇帝」の座を賭けたバトルにわざと負けて峠を降りた。圧倒的な速さとカリスマ性でチームを牽引し、メンバーたちの精神的支柱でもあったが、難馬の死を境に、何かに追われているかのような不安と焦燥感に苛まれるようになる。
横浜GP決勝戦後、赤碕にタイマンバトルを申し込み、バトルの最中に事故を起こして病院に運ばれる。
難馬 恭司（なんば きょうじ）
GS MILAGEに勤務するBLRのNo.2。5月27日生まれ、20歳、血液型A型。搭乗車種は青/黒ツートンのSeven-RX。
10年前に事故で亡くなった、有名なロータリー乗りの兄・稔司の影響を受けて走り屋になった。地道な努力の積み重ねによってテクニックを身につけた真面目な性格と、面倒見の良い気さくな人柄で人望も厚かったが、「YOKOHAMA GP（横浜グランプリ）」の出場権を賭けたBLRの代表決定戦が近づくにつれて思いつめたような表情を見せることが多くなり、徐々に正気を失っていく。
代表決定戦で赤碕に敗れた後行方をくらまし、赤碕の前に再び現れた時には痩せこけた顔に変わり果て、不気味なエアロを装着したSeven-RXに搭乗。別格の走りを見せるも、赤碕を振り切った後に横浜港の岸壁から車ごとダイブ、YOKOHAMA GP横浜地区予選後に遺体となって発見された。
鈴木 由佳（すずき ゆか）
BLRの紅一点。7月7日生まれ、18歳、血液型B型。
搭乗車種はMicro-GTだが、エンジンをX-FOURに搭載されている714-X4に換装している。ボディカラーは「Brown Sugar」と呼ばれるブラウン系（実際はピンク系）のツートン。
走り屋としての成長に限界を感じており、BLRの代表決定戦を前にメカニックを目指す決意をし、「BODY SHOP MURAOKA（板金屋ムラオカ）」の村丘吾郎に弟子入りする。
他チームのメンバーから「アイドル」と呼ばれたり、山田から（一方的に）好意を寄せられたりしている。
山田 健三（やまだ けんぞう）
BLRのムードメーカー的な存在で、語尾に「～じゃんか」をつけて話す生粋の横浜市民。2月14日生まれ、18歳、血液型AB型。搭乗車種は、廃車同然のポンコツを自ら修理したCVC1600（SiR）。ボディカラーは、ホンダ車専門のチューニングメーカー・SPOONの競技車両を彷彿とさせるライトブルー/イエローのツートン。
自らサスペンションや軽量化ドア、バケットシートを作ることからDIYの心得はある模様。
同い年の赤碕に対して一方的に対抗心を燃やしているが、他チームのメンバーから「BLRの最遅野郎」と罵られたり、AT車にもかかわらず頻繁にエンストを起こしたりするなど、ドライビングの才能はない。
PICK UP シケイン（通称：ナンパシケイン）の常連でもあったが、自分の才能をごまかして通うことに虚しさを感じ始め、卒業を決意。

### NIGHT RACERS 本牧
本牧埠頭を拠点とする老舗チーム。YOKOHAMAエリア最大の規模を誇るが、大所帯ゆえにメンバーの統制がとれていない面もある。通称「NR」。
辻本 アキラ（つじもと アキラ）
NRのリーダー。10月5日生まれ、22歳、血液型O型。搭乗車種は青紫のX1800。
YOKOHAMAにおける藤沢の最大のライバルで、純粋に速さを追い求めるストイックな性格。赤碕が事件の真相を求めて奔走している間、BLRのメンバーがトラブルに巻き込まれないように面倒を見たり、山田にドラテクの基礎を教えたりするなど、義理堅い面もある。
沢木が事故を起こして入院した後、YOKOHAMA GPに向けて彼の代名詞である「突っ込み重視のコーナリング」を取り入れ、彼の分まで走ることを心に誓う。
沢木 誠（さわき まこと）
NRのNo.2。6月6日生まれ、20歳、血液型B型。搭乗車種は白のSil-14（Q's）。
屈強そうな風貌通り、理論よりも感性や勢いで車を走らせる豪快な性格だが、辻本の弁によれば、見かけによらず繊細な面もあるという。
「K.T.H（清く正しき走り屋道）」「コーナーの秘訣は3つのK!気合い!気合い!!気合い!!!それでAllRight!!」などの発言で、親友の辻本にすら呆れられることもある。石川弟曰く「アイツのTシャツには『単純』と書いてあってもおかしくない」とも。
早くから赤碕の資質を見抜き、藤沢と辻本の再戦の際に前哨戦の相手として赤碕を指名するが、その直前に石川の手引きでWON-TECと接触しており、Diabloを服用していたことで、そのバトルで事故を起こしてしまう（石川弟曰く先述『単純』発言の後、「慎重なヤツだったら事故は起こらなかった」とも）。元町Queen'sの三原葉子に好意を寄せており、「10連勝したらドライブデートする」という約束を交わしていた（赤碕との前哨戦がちょうど10戦目だった）。
後に難馬の事故死と同時に病院で息を引き取る。
石川 圭介（いしかわ けいすけ）
リーダーの辻本に対し反抗的な態度をとるNRのメンバー。19歳。通称「石川兄」。初期の搭乗車種はオレンジのGRA-Si（SiR）。
紫の長髪に「硬派」とプリントされたTシャツという悪趣味な出で立ちが示す通り、非常に悪辣で自己顕示欲の強い性格。「ショータイム」が口癖。
BLRとNRのチームバトルの結果を受け入れず、無謀にも藤沢との一騎討ちを画策し、人質として鈴木を連れ去った。事件自体は赤碕と沢木の活躍によって解決されたが、この一件以降なぜか羽振りが良くなり、頻繁に車を買い替えるようになる。
実は鈴木の誘拐の最中に赤レンガ倉庫にてWON-TECの幹部の取引に出くわしてしまい、逃亡しようとして取り囲まれるも、莫大な報酬目当てにDriverとなった。違法賭博に絡んでいた桜木町GTの川崎と手を組み利益を得たり、関東最速UNITに乗じて東京進出を画策するなど、赤碕の周りで暗躍を始めるようになる。
石川 真介（いしかわ しんすけ）
圭介の弟で、兄と同じくNRのメンバー。18歳。通称「石川弟」。搭乗車種は緑のCVC1600。
ピンクの長髪に「純情」とプリントされたTシャツという兄同様の悪趣味な格好ながら、兄とは対照的に主体性がなく小心者である。
はじめは流されるままに悪事に加担していたが、次第に良心の呵責に耐えられなくなり、最後は赤碕に自らの罪を告白し姿を消してしまう。山田とはボディショップで中古のCVC1600（現在の山田の愛車）を取り合った仲であり、それ以降、遅い者同士で親交を深めていた。

### 元町Queen's
横浜中華街を拠点とする女性限定の走り屋チーム。ドラッグレースと称して、路地を封鎖したクランク状のコースでトーナメントを開催している。
立河 唯（たちかわ ゆい）
元町Queen'sのリーダー。20歳。搭乗車種はピンクのWagon660で、エンジンをCelineに搭載されているG-3S（VVT-i仕様）に換装し、スーパーチャージャーを装着している。
普段は袖なしのチャイナドレスを着用。姐御肌でメンバーからの信頼も厚いが、興奮すると高飛車な態度に豹変するため、周囲を困惑させることもある。昔は桜木町GTの川崎鉄史と同じ暴走族に所属していた。
三原 葉子（みはら ようこ）
元町Queen'sのNo.2で、走り屋行きつけのファミリーレストラン「JOHNNY'S」の看板娘。18歳。搭乗車種はライトブルーのWagon660で、エンジンをCVC1600Rに搭載されているBB16-Rに換装し、リーダー同様にスーパーチャージャーを装着している。
プライベートでもJOHNNY'Sの制服を着用し、語尾に「～なのだ」、「～っしょ」などとつけて話す風変わりな性格。
沢木からの強引なアプローチを迷惑がってはいるものの、内心はまんざらでもない様子。事実、沢木の事故が彼女の心に暗い陰を落とし、彼の死後はJOHNNY'Sのバイトも辞め走り屋を引退。本当は「お嫁さんになること」が夢であり、引退後は相手を探すつもりらしい。

### 桜木町 GRAND TOURERS
東急東横線（高島町駅 - 桜木町駅間、2004年廃止）沿いの国道16号線を占拠し、ゼロヨンのトーナメントを開催しているガラの悪いチーム。メンバーおよび車の悪趣味な見た目は暴走族そのものであるが、他チームのメンバーからは「見掛け倒し」と揶揄され、見かけとは裏腹にどこか抜けた面もある。通称「桜木町GT」。
川崎 鉄史（かわさき てつじ）
桜木町GTのリーダー。髭面の中年にしか見えないが、藤沢や辻本よりも年下の21歳。搭乗車種は族車然とした赤紫のCancer（3.0アバンテ）。
メンバーからは「総長」と呼ばれ恐れられているが、走り屋としての実力は高くない。しかしゼロヨンでは驚異的な加速力を見せることがある。辻本によれば、父親が走り屋のバトルを対象とした違法賭博の胴元を務めているため、資金力は豊富。石川弟の告白によれば、SouthYOKOHAMAへの進出のために石川兄と手を組み利益を得ていたという。

### 高島 VICTORY ROAD
高島埠頭の桟橋でチキンレースのトーナメントを開催しているDangerのワンメイクチーム（リーダーのマシン以外はV6モデルで統一されている）。通称「高島VR」。
Freddie Roberts（フレディ・ロバーツ）
高島VRのリーダー。21歳。搭乗車種はDangerのV8モデルで、ボディカラーはブラック/ゴールドのツートン。
金髪碧眼のアメリカ人で、語尾に「～ネ」と付けるエセ外国人口調で話す。公式ファンブックによれば心理学を専攻する大学院生で、「The Fear in Driving High」なる論文を書くために走り屋を観察しており、その滑稽な言動も演技であるという。ナンパシケインの常連で、女性からの人気も高い。

### 箱根 DRIFT DANCERS
HAKONEの「HOLY ROAD（七曲り）」を拠点とするチーム。「リーダー格の走り屋たちによって結成された」という設定だが、リーダー以外は雑魚並に遅いほど実力は中途半端である。通称「箱根DD」。
織田 真学（おだ まなぶ）
箱根DDの創設者にして先代の「箱根の皇帝」。33歳。搭乗車種は、「織田イエロー」と名付けられた山吹色のEvo-2000。
10年前の横浜戦争（横浜最速伝説の当時の呼び名）終結を機にHAKONEに戻り、強豪ひしめく峠をわずか3日で制し、箱根DDを結成した（当時の愛車は湾岸仕様のRS2000）。藤沢が峠を降りてからは引退状態だったが、医者からの余命宣告をきっかけに再び走り始めた。詳しい経緯は不明だが、事件の真相を知るある人物と何らかの繋がりがあり、手がかりを求めて奔走する赤碕に進むべき道を示す。
名前のモデルは、D1グランプリや全日本GT選手権（現SUPER GT）で有名な、走り屋出身のレーシングドライバー・織戸学。
虎口 美春（こぐち みはる）
箱根DDの現リーダーで、「箱根の皇帝」の継承者。24歳。搭乗車種はライトブルーのX1800。
大胆に胸をはだけたライダースジャケットと分厚い胸板、そして腰まである長い髪を後ろで一つに結んだオールバックというワイルドな風貌。腕力も強く、木下によれば苺狩りの看板を拳一撃真っ二つにした事もあるという。
藤沢のHAKONE時代からの戦友で、辻本以上にストイックな性格だったが、終盤にWEST-RRの椎名京香と恋に落ちたことで「軽量化で助手席外すのもやめだ！」「やっぱり、いつかはファミリーカーだ！」などと口走る軟派なキャラクターに変貌してしまう。公式ファンブックによれば後に京香と結ばれ、子宝にも恵まれたようである。
名前や設定のモデルは、「ドリフトの帝王」の異名を持つD1ドライバー・古口美範。
山崎 リョウ（やまざき リョウ）
箱根DDのNo.2。搭乗車種はワインレッドのCeline（SS-III）。
茶髪のロン毛にイヤーカフ、そして派手な柄のTシャツという軽薄そうな身なりと、それにたがわぬ薄っぺらい性格の持ち主。
「箱根の皇帝」に憧れる若い走り屋達のコーチを買って出ており、UORも仕切っているが、「ブレーキ禁止」「バック走行限定」「トラックおよびバスのボディ限定」など、珍妙なルールのレースを開催している。
木下 圭壱（きのした けいいち）
「HAKONEのドリフトキング」を自称する箱根DDのメンバー。丸型のサングラスに派手な柄シャツというチンピラ風の出で立ちからは想像しにくいが、山田と同じ18歳である。
搭乗車種は86-Thunder だが、エンジンを111-Levに搭載されているG-4A111に換装している。ボディカラーはシルバー/ネイビーのツートン。
BLRと箱根DDのチームバトルでは、なぜかNo.2の山崎よりも速い。名前や設定のモデルは、「ドリキン（ドリフトキング）」の愛称で知られる土屋圭市。
加東 源児（かとう げんじ）
「三京の黒い悪魔」の異名を持つ走り屋。19歳。搭乗車種は黒のSW2000（G）。
異名通り黒い帽子とジャケットを身に着けている。不敵な笑みを浮かべつつ大口をたたく傲慢な性格とは裏腹に、ホームコースであるはずの第三京浜道路では赤碕に軽くあしらわれ、チーム内においても最下位という散々な扱い。

### WEST-RR
関西エリアで無敗を誇るという椎名（しいな）姉妹による走り屋チーム。搭乗車種は同じスペックの32typeRで、ボディカラーもお揃いのブラック。冷静沈着なドライビングが持ち味の姉・京香（きょうか）と、チームステッカー狩りを趣味とする妹・遥（はるか）の2人組で、難所とされるナンパシケインをものともせず、華麗なツインドリフトで駆け抜けてゆく凄腕コンビ。箱根DDとのチームバトルの際、虎口の野性味あふれる姿を目にした京香は「探してた男って感じや」と彼に運命的なものを感じるも、遥は「姉ちゃん、趣味悪いわ」と呆れていた。

### 大黒WAVES
大黒パーキングエリアの一角でジムカーナのトーナメントを開催しているチーム。
村丘 信吾（むらおか しんご）
浮世離れした外見と博多弁 が特徴的な大黒WAVESのリーダー。搭乗車種は、エンジンとシャシーを32typeRのものに換装した白のAvenue。
「見た目はかなり恐いが義理と人情は忘れたことがない」というメンバーの言葉通り、行き倒れになっていた矢吹天成を介抱したり、赤碕を矢吹に引き合わせたりするなど、非常に情け深い性格。
作中では一切触れられていないが、BODY SHOP MURAOKAの村丘吾郎は彼の父親である。

### 湾岸GALE
首都高速湾岸線（横浜ベイブリッジ - 羽田空港）で最高速バトルに興じる異端のチーム。外見や人格に難のある者が多い。
矢吹 天成（やぶき てんせい）
湾岸GALEのリーダー。搭乗車種はCカーエアロで武装した白/赤ツートンの33typeR。
「Bay Lagoon Tower（原因不明の事故死が相次ぎ、建設途中で放棄された高層ビル）」の付近で倒れていたところを村丘信吾に助けられ、その後、復活からそどなくして湾岸最速の座に上り詰めた。素顔が判明出来ないほど人間離れした姿の上、言葉もまともに話せないため意思の疎通すらままならないが、なぜか赤碕には強い反応を示す。
公式ファンブックによると、彼の正体は10年前に行方不明となった高橋九弐輝の親友「風みたいに走るヤツ」だという（現在の名前は村丘が付けたもの）。
BLOOD REDS（ブラッドレッズ）
「赤い三連星」の異名を持つ湾岸GALEの不気味な3人組。搭乗車種は、ボディカラーを赤で統一したSeven-RX、Seven-FD、Dark2。
『13日の金曜日』のジェイソン・ボーヒーズを思わせる異様なマスク姿と、暴力的かつ退廃的な言動が特徴。互いの車をぶつけ合い進路を妨害する「ジェットスラロームアタック」と呼ばれる危険な技を仕掛けてくる。「本気で遊びたければ湾岸へ来い」と赤碕を挑発するが、これ以降二度と現れなくなる（公式ファンブックによれば、湾岸線で事故死したという）。
元ネタは『機動戦士ガンダム』に登場する3人組の部隊・黒い三連星。

### C-1 ROAD STARS
首都高速都心環状線（C1）を拠点とするチーム。かつては強豪チームとして名を馳せていたが、リーダーの代替わりを機に低迷が続いている。
等々力 鳥司（とどろき ちょうじ）
10年前に「関東最速」と呼ばれていた凄腕の走り屋で、C-1 ROAD STARS（当時のチーム名は「世田谷 ROAD STARS」）の元リーダー。37歳。
搭乗車種は、中・大型ターボで武装したハイパワー仕様のElephant（3.5L V6 GDI）。ボディカラーはシルバー/ネイビーのツートン。
横浜戦争終結の契機となった横羽線の大事故から生き延びた過去を持つが、事故の真相までは知らない模様。横浜最速伝説に深入りする赤碕の身を案じ、思いとどまらせるためにバトルを挑んでくる。
楠木 蒲生（くすのき がもう）
C-1 ROAD STARSの現リーダー。23歳。搭乗車種はCカーエアロを装着した33typeRで、ボディカラーはゴールド/ブラックのツートン。
首都高制覇という野望を実現するため、チームの枠を越えた精鋭部隊「関東最速UNIT」の結成を目論むが、実力と人望のなさから失敗に終わる。野心家で利己的な性格だが、等々力には頭が上がらない様子。後に石川兄の誘いでDriverとなる。

### TEAM595
C1をホームコースにしている伝説的なチーム。白で統一されたボディカラーと色違いのチームステッカーが特徴で、3日に一度くらいの割合でしか姿を現さない。チームという体裁をとってはいるが、メンバー各々が異なる理由で走っているため、仲間意識は希薄である。なお、裏市場では彼らのステッカーに高値が付いているという。
雨村 耕造（あめむら こうぞう）
チーム最年長メンバーで、眉間に刀傷のあるいかつい顔が特徴。59歳。搭乗車種はSeven-FD。
若手の走り屋たちから気を使われ始めたことで引き際を悟り、後を託せる走り屋を探し求めて走り続けていた。バトルに勝利すると赤碕に後を託し、本当に引退してしまう。
名前や設定のモデルは、ロータリーエンジンのチューナーとして知られる雨宮勇美。
WHITE TIGER（ホワイトタイガー）
素性はおろか本名すらわからない謎めいた雰囲気の女性メンバー。搭乗車種は、自身と同じ名を冠したCOSMIC。
どのような因縁があるのかは不明だが、10年前に姿を消した「Diablo-Zeta」を捜し出すために走り続けている。
森脇 銀次（もりわき ぎんじ）
フォーミュラ3000の元王者にして「白い彗星」の異名を取る天才ドライバー。搭乗車種はCカーエアロで武装したRZ-3000。緑色の髪と服装が特徴。
レース業界のしがらみに嫌気が差し首都高に舞い戻った。「首都高（でのバトル）が大好き」と公言してはばからず、自分よりも速い走り屋を追い求めて走り続けている。
なお、後述するジョン・トゥルースおよびフォルツァ・ラッシュとは何らかの因縁がある模様。

### その他
青山 菜々子（あおやま ななこ）
資金難で活動休止中のチーム「横須賀 BLACK KNIGHTS」の元リーダー。20歳。搭乗車種は青のCeline（GT-FOUR）。
チームの活動資金を集めるためにUORを開催し、積極的に赤碕を参加させようとする。実はWON-TECと手を組んで赤碕をUORに参加させる事で、彼に「横浜最速の男」の称号を与える取引をしていた。軽薄で打算的な性格だが、石川兄のような野心や悪辣さはなく、むしろWON-TECに不満があったのか、赤碕がWON-TECに拉致された際にはトゥルースに一発お見舞いしている。
高橋 九弐輝（たかはし くにてる）
HAKONEの伝説的なチューナーで、チューニングショップ「WINDY」の代表。織田よりも一回りほど老けて見えるが、年下の32歳である。何かと赤碕を気に掛ける義理人情に厚い好人物だが、走り屋のことを「便秘の後のウ○コ」に例えるなど、やや下品な発言が多い。搭乗車種は「高橋ブラウン」と名付けられた小豆色のZeta2400。
10年前に「DiabloTUNE」の秘密を突き止めようとして親友を失い、その因縁からDiablo-Zetaを打ち破るためにグランプリ仕様のマシンを組み上げた。本来はYOKOHAMA GPで藤沢が乗る予定だったが、彼が愛車での出場にこだわったため、赤碕が乗ることになる。なお「WINDY」という店の名は、件の親友「風みたいに走るヤツ」に由来する。
名前のモデルは、2輪・4輪で数々の栄光に輝いたレーサーの高橋国光。
上原 由美（うえはら ゆみ）
PICK UP シケインを高評価で通過すると主人公の前に現れる女性。20歳。
走り屋ではないが車は持っており、友人に誘われてやって来た。各夜ごとに彼女から1回だけレアアイテムを受け取ることが出来る。
テストコースのプリンス
南横浜のチューニングショップ「SPENCER'S」のテストコースに0時になると現れる謎の走り屋。顔をサングラスとマスクで隠しているが、赤碕曰く「どこかで聞いた声」。語尾に「～じゃん」と付ける。
搭乗車種はCancerに搭載されているG-2J（VVT-i仕様）に換装したCVC1600。ボディカラーはレッド/ホワイトのツートン。ファンシーな熊のステッカーを貼り、山田手製のパーツを付けている。
レースに勝つと口止め料として、HighwayStarに搭載されているCA30が貰える。
難馬 稔司（なんば ねんじ）
難馬恭司の兄。当時の愛車はSAVANNA（設定のみの登場）。
当時「ロータリー最速」と呼ばれていた有名な走り屋だったが、10年前のある日、何でもないカーブで事故を起こし帰らぬ人となった。

### WON-TEC
※本項以降ネタバレを多分に含むため、閲覧注意。
表向きにはアフターパーツの新興メーカーを装っているが、その正体はバイオテクノロジー関連の研究開発を手掛ける巨大複合企業である。
YOKOHAMA GPを大々的に開催し、「誰でも最速になれる」「プロのレーサーになれる」などと甘言で走り屋たちを誘い、「Diablo（恐怖や不安などの負の感情を抑制し、潜在能力を引き出す危険な薬）」の実験サンプル（Driver）を集めていた。元々は、川志摩兄妹の父親が興した小さな自動車整備工場だった。
川志摩 葵（かわしま あおい）
藤沢と同棲中の恋人。ワンレングス・太眉・ボディコンスーツという、1980年代後半のディスコファッションを思わせる派手な出で立ち。28歳。
10年前、走り屋の軽率な行動が引き起こした事故で両親を失い、その憎しみから兄と共にDiabloを開発し、走り屋たちを実験台にすることで復讐を果たそうと考えた。
当時、走り屋たちをDriverに引き入れる役割を担っていたが、ある日、Diablo-Zetaを凌駕する走り屋（赤碕の身体の持ち主であるオリジナル人格）が現れ、その行為を咎められる。これまでの走り屋たちとは違う彼の誠実さに惹かれ、いつしか2人は愛し合うようになるが、ある紅い満月の夜、意を決して真実を告白した結果、まるで別人のように激昂し出て行ってしまう。「きっと戻る」という約束を交わしていたがそれが果たされることはなく、シュナイダーから「横羽線で起きた走り屋たちの事故に巻き込まれて死んだ」と（嘘を）告げられ、以前にもまして走り屋たちを憎むようになった。
そして、あの夜から8年が過ぎたある日、彼の面影を感じさせる走り屋・藤沢が現れる。走り屋たちに対する憎しみが消えたわけではなかったが、「人は何かを失い、そして、何かを得て生きてゆく」という彼の言葉を思い出し、憎しみの対象である走り屋を愛することで安らぎを手に入れようとする。
しかしその2年後、心の平穏を取り戻したのも束の間、藤沢から見せられたBLRの集合写真の中に当時のままの姿で写っている彼を見つけ、心の奥底に封印していた忌まわしい記憶が甦る。表面上は平静を装っていたが、シュナイダーの独断専行を黙認（本人の弁によれば不本意だったという）する一方で、石川兄や楠木をはじめとする多くのDriverたちを惨殺するなど、次第に自分を見失ってゆく。
そして物語の最終盤、赤碕に別れを告げるために姿を現し、10年前と同じように真実を告白する。最後は自らDiabloを使い、藤沢（Diabloの過剰投与で朦朧状態）を道連れに車で海に飛び込もうとしたが、すんでのところで赤碕に阻止され未遂に終わった。
エンディング（後日談）では入院中の藤沢を見舞い、2人で窓辺に佇んでいる様子が描かれている。
川志摩 サトル（かわしま サトル）
川志摩葵の兄であり、「D-Project」の元チーフレジデント（公式ファンブックによれば、東京大学医学部卒のエリートだという）。32歳。搭乗車種は青のWR-2000。
10年前、Diabloを過剰投与されたDriverたちが脱走し、横羽線で事故死した（実際には赤碕のオリジナル人格である彼が鉄パイプでとどめを刺した）紅い満月の夜、唯一の生き残りとしてWON-TECに運び込まれた彼を見て、即座にDriverではないことに気づく。そして「科学者の絵空事」としてDiabloを開発してしまった罪悪感から、せめてもの償いとして、彼をシュナイダーから守るために「D-Sleep（コールドスリープに似た長期睡眠装置）」で眠らせた。
その後WON-TECから行方をくらまし、北海道の雪深い山奥で隠遁生活を送っていたが、シュナイダーたちの尾行に気づかずに赤碕が訪ねてきたことで居場所を知られてしまう。最期はシュナイダーに真実を告白した上で赤碕の助命を嘆願するが、赤碕が普通の走り屋だった事を聞かされ激昂したシュナイダーにより射殺された（赤碕は崖下に転落していたため難を逃れた）。
ハイデル・シュナイダー（Heidel Schneider）
D-Projectの責任者にして「統合EUROレース」なる大会のチャンピオン。28歳。搭乗車種はシルバーのGermany（ターボ3.6）。
ただならぬ雰囲気を感じさせる火傷の痕のような顔のあざと、サングラスに黒のスーツという「いかにも」な出で立ちが特徴のドイツ人Driver。「簡単」「一言」などと言いながらも、理論や自説を長々と語る厄介な性格の持ち主。
10年前からD-Projectの指揮を執る冷酷な人物で、Diabloの副作用を無効化する抗体を手に入れるため、数え切れないほど大勢の走り屋たちを利用し、闇に葬ってきた。終盤、赤碕がDiabloの実験サンプルではなかったことに気付くと、D-Projectの関係者を抹殺してDiabloを国外に持ち出そうとするが、土壇場で酔狂な性分が顔を覗かせ、赤碕に命懸けのバトルを仕掛ける。自らDiabloを服用したり、事件の顛末を延々と語ったりするなど勝利を確信した様子だったが、最期は非常用通路の橋梁部分から車ごと転落し、あっけなく死亡した。
ジョン・トゥルース（John Truth）
ロマンス・グレーの髪に口髭を蓄えた紳士的な風貌のイギリス人Driver。40歳。搭乗車種は黒のBackyard（ゲーム内での呼称はNIGHTMARE）で、エンジンをSW2000（GT）に搭載されているGT-3Sに換装している。
物腰の柔らかな人物で、性格的に正反対のラッシュと行動を共にすることが多い。主にDriverのスカウトを担当していたが、旧知の間柄であるフレディにはすげなく断られた。
フォルツァ・ラッシュ（Forza Rush）
逆立てた赤い髪と粗野な口調が特徴のイタリア人Driver。24歳。搭乗車種は赤のScuderia12。
トゥルースと共に赤碕の監視やDriverのスカウトを担当していた。終盤、トゥルースともども死亡したとも取れる描写がある（Driverたちの撲殺死体が見つかるが、トゥルース、ラッシュとの明言はない）。
ウォン・リー（Won Lee）
WON-TECの現経営者で、片時も葉巻きたばこを手放さない悪役然とした風貌。48歳。
最終盤、崩壊するBay Lagoon Towerから逃げ遅れ、赤碕に鉄パイプで殴り殺されそうになるが、その寸前に背後からシュナイダーに射殺された。
守衛兼運転手
WON-TECの守衛と公用車Limousineの運転手を兼ねる黒服。本名不明。
一人称に「あっし」を用いる気さくな人物。ラッシュから赤崎の車を処分するよう命じられた際には「身に余る光栄(やっててよかったこの仕事！)」と語っていた。
いわゆる隠しキャラクター的なポジションで、最終盤にある所へ行くと彼、トゥルース、ラッシュの3人のいずれかとバトルすることができるが、ストーリー上必須ではなく任意である。

## 用語解説
横浜GP（よこはまグランプリ）
横浜全市の公道をクローズドサーキットとして使用する世界にも類を見ない大規模な公道グランプリレース。
主催企業のWON-TECが選出した走り屋チームに出場権利を与え、チームから1名を代表者として出場できる仕組となっている。
4つの予選（横浜地区予選、関東予選、東京地区予選、関西予選）を行い、1位（横浜地区では2位も含む）通過したものが決勝へと進出できる。
決勝戦は全員Cカーエアロを装着した車に搭乗する。
Diablo（ディアブロ）
WON-TECが極秘裏に開発を進めていた向精神薬の一種で、脳内レセプターと結合することで中枢神経系への情報（恐怖や不安などの負の感情）の伝達を遮断し、潜在能力を自在に引き出すという開発コンセプトだったが、絶えず語りかけてくる声（幻聴）に精神が蝕まれてゆき、最終的に緊張が限界点を超えると、ホワイトアウト状態に陥り致命的な事故を引き起こすという重大な副作用が発見された。
結局、開発は失敗に終わったが、シュナイダーによると、ブラックマーケットではそれなりの需要があるらしく、既にいくつかの成果（テロによる被害）も出ているという。
作中での服用者は藤沢、難馬兄弟、沢木、石川兄、楠木など。
Diablo-Zeta（ディアブロ・ゼータ）
ノーマルのユニットに比べ大幅に性能を引き上げられたエンジン（V30G-TT：280PS → 612PS）およびシャシー（400kgもの軽量化が施され、操作性も格段に向上している）と、仰々しいデザインのフルエアロ（リアウイング一体型のワイドボディキット）ならびに禍々しい雰囲気を感じさせる専用のボディカラーを与えられた、WON-TEC製のZeta3000ベースのカスタムカー。
被験者となる走り屋を集めるための広告塔として何台もの同型車両が製作され、これが後に多くの走り屋たちを引き寄せる「横浜最速の男」として語り継がれて行くことになる。
なお走り屋たちの間では、Diablo-Zetaと同仕様のチューニングを「DiabloTUNE」（ディアブロチューン）と呼んでいるが、これは臨床実験最初期の被験者だった難馬稔司が、自らの車（SAVANNA）をDiabloTUNEと称して派手に触れ回ったことに由来する。
D-Project（ディー・プロジェクト）
Diabloの副作用を無効化する抗体を手に入れるために組織された部隊またはその計画。被験者には、容易に緊張状態に置くことができ、低コストで処理（証拠隠滅）が可能な走り屋たちが選ばれた。彼らはBay Lagoon Towerの地下施設に監禁され、抗体となる可能性のある様々な物質を投与された挙げ句、意識を正常に保つことすら困難な状態でDiablo-Zetaに乗せられ、1人ずつYOKOHAMAに送り出された。コースレコードの多くは彼らが残したものであり、「横浜最速伝説」はD-Projectの副産物にすぎなかった。
しかし、被験者たちが次々に事故死したことで、走り屋に対する警察当局の取り締まりが厳しくなって行き、検証作業の長期化が原因で開発費が膨らみすぎたため、10年前に凍結された（プロジェクト凍結を決定づけた直接的な原因は横羽線の大事故である）。
Driver（ドライバー）
10年前まではDiabloの被験者（例：矢吹）を指す用語として使われていたが、現在では主にD-Projectの実行部隊を構成する幹部および石川兄・楠末のような末端の構成員（表向きは横浜GP前後にWON-TECのエースドライバー養成機関だった事が石川弟によって語られている）を指す。
赤碕を極限の緊張状態に追い込むことでオリジナル人格を覚醒させ、Diabloの抗体を手に入れようと目論むが、赤碕がDriverではなかったと分かる頃には大半が殺害されており、最後に残ったシュナイダーも赤碕とのバトルで死ぬことになるため、二重の意味で失敗に終わった。
横浜最速伝説
「命知らずな走りで何度も大きな事故を起こしながら、その度に不死鳥の如く蘇り、YOKOHAMAのコースレコードを次々と塗り替えていった走り屋がいたが、ある紅い満月の夜、横羽線の何もない直線区間で事故死し、そして伝説として語り継がれるようになった」という伝説だが、前述の通り、その正体は特定の個人ではなく、Diablo-Zetaを走らせていたDriverたちである。ただし、コースレコードの一部には、赤碕のオリジナル人格である彼が打ち立てた記録も含まれている。
なお、当時は走り屋の失踪事件や、Diablo-Zetaとのバトルで命を落とす者が後を絶たない殺伐とした社会情勢だったため、「横浜戦争」と呼ばれていた。
横浜最速の男
赤碕の身体の持ち主であるオリジナル人格。当時の愛車はダークグレーのZeta3000。一人称は「オレ（赤碕：俺）」、シュナイダーからは「彼（赤碕：君）」と呼ばれ区別されている。なお、ファンの間では、青の袖なしパーカーを着ていることから「青碕」と呼ばれている。
Diabloなど使わずに誰よりも速く走っていた真の「横浜最速の男」。当時恋人関係にあった川志摩葵によると、元々は笑顔を絶やさない温厚な性格だったらしいが、走り屋たちの想い（速くなりたいという純粋な気持ち）がDiabloによって踏みにじられていると知った紅い満月の夜、横羽線でDiablo-Zetaを待ち伏せし、WON-TECから脱走してきたDriverたちを皆殺しにするという大罪を犯してしまう。
その後、川志摩サトルの機転によって何とか処分（死）は免れたが、Diabloの抗体を保有しているという偽情報のせいで、10年もの長い間、D-Sleepで眠らされることになる。
Diabloの開発再開に伴い覚醒させられるが、その際、精神錯乱や自暴自棄に陥ることを防ぐため、「赤碕翔」という疑似人格を表層意識に植え付けられる。当初は何の疑念も抱かずに赤碕として過ごしていたが、沢木の事故をきっかけに奇妙な夢を見るようになり、やがて謎の声が聞こえ始める。藤沢や事故死した難馬（弟）も「声が聞こえる」と言っていたことから、同様の症状や現象ではないかと考え疑心暗鬼に陥るが、物語の終盤でようやく記憶が戻り始め、シュナイダーとの最終決戦後、ついに自分を取り戻した。
なお、ある条件をクリアしていると人格が1つに統合されず、赤碕の人格と「これから」について語り合うという内容の隠しイベント（トゥルーエンド）を見ることができる。

## 収録車種
- STAR - トヨタ・スターレット（EP91型：グランツァS/V）
- 86-Lev - トヨタ・カローラレビン（AE86型：後期GTV）
- 86-Thunder - トヨタ・スプリンタートレノ（AE86型：後期GTV）
- MR1600[11] - トヨタ・MR2（AW11型：前期1.6G）
- SW-2000 - トヨタ・MR2（SW20型：5型G/GT）
- Cancer - トヨタ・チェイサー（GX/JZX100系：前期[12] 2.0/3.0アバンテ/2.5ツアラーS/V）
- Dark2 - トヨタ・マークII（GX/JZX100系：前期2.0/3.0グランデ/2.5ツアラーS/V）
- RZ-3000 - トヨタ・スープラ（JZA80系：後期RZ/SZ-R）
- Celine - トヨタ・セリカ（ST200系：後期SS-I/II/III/GT-FOUR）
- X1800 - 日産・180SX（RPS13型：後期[13]）
- Sil-14 - 日産・シルビア（S14型：後期Q's/K's）
- Zeta2400 - 日産・フェアレディZ（S30型）
- Zeta3000 - 日産・フェアレディZ（Z32型：最終型[14]2シーターNA/ツインターボ）
- RS2000 - 日産・スカイライン（DR30系：RS/RSターボ）
- 32TypeGT - 日産・スカイライン（ECR/HCR/HNR32型：GTS25/GTS-t/GTS-4）
- 32TypeR - 日産・スカイラインGT-R（BNR32型）
- 33TypeGT - 日産・スカイライン（ECR33型：GTS25t）
- 33TypeR - 日産・スカイラインGT-R（BCNR33型）
- Avenue - 日産・アベニール（PW/PNW11型：前期2.0サリューFF/4WD）
- CVC1600 - ホンダ・シビック（EK3/4/9型：Ri/VTi/SiR/タイプR）
- GRA1800 - ホンダ・インテグラ（DC1/2型：後期Ti/Xi/SiR/タイプR）
- HighwayStar - ホンダ・NSX（NA1型[15]）
- Seven-RX - マツダ・RX-7（FC3S型）
- Seven-FD - マツダ・RX-7（FD3S型：4型[16]）
- COSMIC - マツダ・ユーノスコスモ
- Evo-2000 - 三菱・ランサーエボリューションV（CP9A型）
- Elephant - 三菱・パジェロ（2代目：3.0L V6/3.5L V6 GDI/2.8L 直4 ディーゼルターボ）
- Elephant-Evo[17] - 三菱・パジェロエボリューション
- WR-2000 - スバル・インプレッサ（GC8型：バージョン5[18]）
- Wagon660 - スズキ・ワゴンR（初代：後期型RX/RS）
- Black Dragon - シボレー・コルベット（C3型：427ビッグブロック）
- Danger-V - シボレー・カマロ（4代目：前期型3.8スポーツクーペ/Z28）
- Limousine - リンカーン・タウンカー
- Micro-GT - ミニ・クーパー（1.3キャブ仕様[19]）
- Backyard-SP - ロータス・ヨーロッパ（タイプ74：スペシャル）
- CoroCoro - フォルクスワーゲン・タイプ1（ビートル）
- Germany RS - ポルシェ・911（964型：カレラRS3.8/ターボ3.6）
- Scuderia12 - フェラーリ・テスタロッサ（中・後期型日本仕様[20]）
- SOUTHER - ランボルギーニ・カウンタック（LP400[21]）
- TRUCK - 日産・アトラス（2代目：QD32型エンジン搭載車）
- BUS - 日産ディーゼル・KC-RM211系（横浜市営バス[22] ）
- Monster-R[23] - 800PS仕様の青いR33型GT-R。コンプリートカーに分類されるため、シャシーユニットに設けられた一つのソケットを除き、パーツを装備することはできない。

エンジンおよびシャシーのみ収録されている車種
- ALT-2000 - トヨタ・アルテッツァ（RS200）
- 34TypeGT - 日産・スカイライン（HR/ER34型：GT/25GTターボ）
- 34TypeR - 日産・スカイラインGT-R（BNR34型）
- Panther - 日産・パルサー（N15型：セリエVZ-R[24]）
- MD-FOUR - 日産・MID4（エンジンはMID4-IIに搭載されていたツインターボ仕様）
- HS-2000 - ホンダ・S2000
- AZ-660 - マツダ・オートザムAZ-1
- FT2000 - 三菱・FTO（後期型GR/GX）
- BM-32 - BMW・3シリーズ（E36型：後期M3）※シャシーはE46型。

エンジンのみ収録されている車種
- 111-Lev - トヨタ・カローラレビン（AE111型：後期BZ系）
- Color-WR - トヨタ・カローラWRC
- Sil-15specR - 日産・シルビア（S15型：スペックR）
- AC-Wagon - ホンダ・アコードワゴン（CF6/7型）
- DIA-GT - 三菱・GTO（中・後期型ツインターボ）
- X-FOUR - ダイハツ・ストーリア（X4）
- Backyard-EL - ロータス・エリーゼ（タイプ111：スタンダード）
- Alpha3000 - アルファロメオ・GTV（フェーズ1：3.0 V6 24V）

その他
- Bee - ホンダ・ビート（シャシーのみ収録）
- GP-MD4 - 高橋九弐輝が対Diablo-Zeta戦用に製作したプロトタイプレーシングカー（イベント専用車両につき通常プレイでは入手不可能）。ベースモデルは日産・MID4-II。

## Play Station Magazine編集部とのトラブル
当時の『Play Station Magazine』編集長・杉村知顕が、自身のコラム「長（チョー）スギムラ」において、「ドライヴィングRPGという新ジャンルに期待したが、プレイする限り普通のレーシングゲームの域を出ておらず残念」、「本誌ではRPG・シミュレーションの紹介に重点を置く予定であり、本作の紹介にページを割くことができず申し訳ない」などと述べたことに対し、スクウェア側が『聖剣伝説 LEGEND OF MANA』の素材提供を拒否。この事態を受けて、本誌に「怒りの告発」と題する記事が掲載され、2社間のトラブルが公になった。
最終的に両社は和解に至ったが、後に杉村が『ゲームラボ』誌上にてトラブルの経緯とスクウェアに対する批判を述べている。

## 関連商品
RACING LAGOON ORIGINAL SOUNDTRACK
デジキューブから1999年6月19日に発売された2枚組のサウンドトラック。ゲーム内で使用されている全59曲とリミックス3曲を収録。作曲家陣のコメントが掲載されたブックレットと、「オリジナルキャップが抽選で100人に当たる」という懸賞付きアンケートはがきが同梱されている（応募受付は終了している）。デジキューブの倒産に伴い廃盤となっている。
横浜最速攻略本
デジキューブから出版された本作唯一の攻略本（1999年6月24日発売）。攻略情報や用語解説、パーツおよび敵車のリストなどが掲載されているが、内容に一部誤りがある。
GALE A MOMENT （ゲイル・ア・モーメント）
同じくデジキューブから出版された公式ファンブック（1999年7月15日発売）。開発者インタビューや、本編では描かれなかった裏設定などのほか、Monster-Rを製作したチューニングショップのエンジニアや、レーシングドライバー（脇阪寿一・金石勝智）へのインタビュー記事などが掲載されている。

## 関連作品
- 『サガ フロンティア2』の初回版には、本作の体験版を収録したゲームディスクが同梱されていた。フィールドを自由に移動し、登場人物や各スポットの紹介を見るという内容で、全ての場所を回るとプロデューサーである河津秋敏とのバトルが発生する。なお、BGMや演出が製品版と若干異なり、操作性に関しては製品版以上にクセのある仕様だった。
- 『聖剣伝説 LEGEND OF MANA』において本作のセーブデータを認識させると、ある場所で隠しイベントが発生し、このイベントでしか手に入らないレアアイテムが入手できる。
- 本作は「『バハムートラグーン』の続編」などと冗談めかして紹介されることもあるが、ディレクター（プロジェクトリーダー）やシナリオなどは共通のクリエイターが担当しており、企画当初は続編として話が進んでいたと公式ファンブックに記載がある。なお、ストーリー的な繋がりは一切ないが、同名の登場人物（トゥルースおよびラッシュ）が登場する。
- スマートフォン専用アプリ『疾走、ヤンキー魂。』（以下『ヤン魂』）でコラボレーションイベントが行われた。その内容は赤碕と沢木の前哨戦で沢木が事故を起こした後、赤碕が混乱したことにより『ヤン魂』の世界へと迷い込んでしまうもの。
- 『ディシディア ファイナルファンタジー（アーケードゲーム）』では各都道府県ごとにご当地称号が存在するが、神奈川県は「神奈川・横浜最速伝説」と、本作を意識したものになっている。

## スタッフ
- 河津秋敏
- 鳥山求
- 松枝賀子
- 岩崎英則
- 江口貴勅
- 弘田佳孝